# Derek Daly
Derek Daly, född 11 mars 1953 i Dublin, är en tidigare irländsk racerförare. Han är numera amerikansk medborgare.

## Racingkarriär
Daly växte upp nära den brittiska racingen. Han började arbeta i en tenngruva i Australien och fick på det sättet ihop pengar till att börja tävla själv. 
Han debuterade i formel 1 för Hesketh och fortsatte i Ensign 1978. Han körde därefter för Tyrrell, March, Theodore och Williams. 
Dalys bästa resultat är två fjärdeplatser i Tyrrell-Ford, en i Argentina 1980 och en i Storbritannien 1980. 
I Williams ersatte han Carlos Reutemann som hade lagt av och blev stallkamrat med Keke Rosberg. Daly var ett par varv ifrån en sensationell seger i Monaco 1982, men fick ett tekniskt fel och förlorade därmed chansen att vinna ett F1-lopp. 
Det blev tolv tävlingar totalt för stallet, som säsongen därpå satsade på den snabbare Rosberg samt värvade Jacques Laffite från Ligier.
Daly flyttade istället till USA och började köra i Indycar, men han skadade båda benen svårt i en krasch Michigan 1984. Han tävlade sedan i sportvagnsracing för Nissan och Jaguar tills han avslutade sin racingkarriär 1992. Daly designar numera racerbanor i USA och är även TV-kommentator.
Dalys son, Conor Daly, är också racingförare och tävlar i Indycar.

## F1-karriär
| Säsong | Stall/Tillverkare           | Poäng | Placering |
| ------ | --------------------------- | ----- | --------- |
| 1978   | Hesketh-Ford Ensign-Ford    | 0 1   | 19        |
| 1979   | Ensign-Ford Tyrrell-Ford    | 0     | –         |
| 1980   | Tyrrell-Ford                | 6     | 11        |
| 1981   | March-Ford                  | 0     | –         |
| 1982   | Theodore-Ford Williams-Ford | 8     | 13        |